# Äskulap-Ragwurz
Die Äskulap-Ragwurz (Ophrys aesculapii) ist eine Art der Gattung Ragwurzen (Ophrys) und damit der Familie der Orchideen. Synonyme sind: Ophrys sphegodes subsp. aesculapii (Renz) Soó ex J.J.Wood und Ophrys renzii Soó. Sie blüht von März bis Mai.

## Merkmale
Diese mehrjährige krautige Pflanze erreicht Wuchshöhen zwischen 15 und 40 cm. Der Stängel besitzt an seinem Grund fünf bis sieben Laubblätter und weiter oben noch einmal ein bis zwei Blätter.
Der Blütenstand ist locker und umfasst drei bis zehn Blüten. Die Tragblätter sind länger als die Fruchtknoten. Die Kelchblätter erscheinen gelblich-grün und die Seitlichen sind manchmal zusätzlich in der unteren Hälfte braunrot gefleckt. Auch die kahlen, am Rand gewellten Kronblätter sind gelbgrün bis gelb gefärbt. Im Gegensatz dazu erscheint die samtige Lippe dunkelbraun bis rotbraun mit einem breiten hell- bis orangegelben und kahlen Rand.

## Standort und Verbreitung
Man findet diese Orchidee in lichten Kiefernwäldern, Garriguen und auf Magerrasen mit basenreichen und mäßig trockenen Böden bis zu einer Höhe von 1000 m. Diese Pflanzen-Art ist im südlichen Griechenland endemisch.